# Однер, Вильгодт Теофил
Вильгодт Теофил Однер (швед. Willgodt Theophil Odhner, 10 августа 1845 года — 2 (15) сентября 1905 года) — шведско-русский механик, изобретатель, разработчик успешной конструкции арифмометра (1890 год), нумерационной машины и турникетов для пароходных пристаней. 
Вильгодт Однер родился в небольшом населённом пункте Дальбю, расположенном в шведской провинции Вермланд.

## Образование
В 1864 году поступил и в 1867 году закончил Королевский технологический институт в Стокгольме.

## Биография
Родился в Дальбю. Затем семья переехала в Карлстад, затем в Стокгольм. После второго курса в университете умер отец. Дела у дяди, брата отца, шли плохо и он не мог поддерживать семью брата. В это время Вильгодт прочёл в газете статью о небогатой семье Нобелей, которые переехав в Россию, смогли разбогатеть.
В 1868 году на пароходе приехал в Петербург с 8 рублями в кармане, пошёл в шведское консульство, где секретарь консульства устроил его на работу техником в небольшую механическую мастерскую. Через некоторое время тот же секретарь консульства, ставший впоследствии консулом, познакомил Вильгодта Теофила с Людвигом Нобелем. Нобель пригласил его к себе на завод работать инженером.
В 1871 году на заводе Нобеля Однеру поступает задание на ремонт арифмометра Тома де Кольмара. Сумев его отремонтировать и поняв все его недостатки, Однер разрабатывает собственную конструкцию арифмометра и представляет её Нобелю. В 1877 году на заводе Л. Э. Нобеля был выпущен первый арифмометр Однера.
В 1878 году Однер поступил на службу в Экспедицию заготовления государственных бумаг, на фабрику, где печатали деньги.
В 1886 году Однер нашёл себе компаньона — английского подданного Ф. Н. Гиля (Хилл). Вместе они создают небольшой завод (фабрика Однера-Гиля), который изготовляет папиросные и полиграфические машины, различные приборы, а с 1890 года начинает выпускать свои арифмометры Однера. К 1897 году Гиль вышел из бизнеса и Однер стал единоличным владельцем «Механического завода В. Т. Однера». В 1893 году в Чикаго на выставке арифмометр Однера получает главную награду.

## Документалистика
- Документальный фильм из цикла «Первые в мире». ООО «Голд Медиум» по заказу ВГТРК. 2019 г (27 апреля 2018). Арифмометр Однера.  13 мин. Россия-Культура. Архивировано 23 января 2020. {{cite episode}}: |series= пропущен или пуст (справка)